# كريستيان داريو ألفاريز
كريستيان داريو ألفاريز (بالإسبانية: Cristian Darío Álvarez) (مواليد 13 نوفمبر 1985 في جينيرال لاغوس - الأرجنتين) لاعب كرة قدم أرجنتيني يلعب حاليا لصالح نادي الدرجة الأولى إسبانيول الإسباني منذ 2008 في مركز حارس مرمى . .

## روابط خارجية
- كريستيان داريو ألفاريز على موقع قاعدة بيانات كرة القدم.إي يو (الإنجليزية)
- كريستيان داريو ألفاريز على موقع Soccerway.com (الإنجليزية)
- كريستيان داريو ألفاريز على موقع كووورة
- كريستيان داريو ألفاريز على موقع AS.com (الإسبانية)